# Ardèche Classic 2021
Ardèche Classic 2021, oficjalnie Faun-Ardèche Classic 2021 – 21. edycja wyścigu kolarskiego Ardèche Classic, która odbyła się 27 lutego 2021 na trasie o długości ponad 171 kilometrów wokół miejscowości Guilherand-Granges. Impreza kategorii 1.Pro była częścią UCI ProSeries 2021.

## Uczestnicy

### Drużyny
| WorldTeams (11)- AG2R Citroën Team - Astana-Premier Tech - Cofidis - Deceuninck-Quick Step - EF Education-Nippo - Groupama-FDJ - Intermarché-Wanty-Gobert Matériaux - Israel Start-Up Nation - Qhubeka Assos - Trek-Segafredo - UAE Team Emirates ProTeams (7)- Alpecin-Fenix - B&B Hotels p/b KTM - Bingoal-WB - Caja Rural-Seguros RGA - Delko - Arkéa-Samsic - Total Direct Énergie Continental teams (3)- Saint Michel-Auber 93 - Swiss Racing - Xelliss-Roubaix Lille Métropole |
| |

### Lista startowa
| Deceuninck-Quick Step DQT | Deceuninck-Quick Step DQT   | Deceuninck-Quick Step DQT |
| ------------------------- | --------------------------- | ------------------------- |
| Nr                        | Kolarz                      | Miejsce                   |
| 1                         | Rémi Cavagna (FRA)          | 92.                       |
| 2                         | Andrea Bagioli (ITA)        | 45.                       |
| 3                         | Josef Černý (CZE)           | 90.                       |
| 4                         | Dries Devenyns (BEL)        | 69.                       |
| 5                         | Mikkel Frølich Honoré (DEN) | 4.                        |
| 6                         | James Knox (GBR)            | DNF                       |
| 7                         | Pieter Serry (BEL)          | 27.                       |

| AG2R Citroën Team ACT | AG2R Citroën Team ACT        | AG2R Citroën Team ACT |
| --------------------- | ---------------------------- | --------------------- |
| Nr                    | Kolarz                       | Miejsce               |
| 11                    | Aurélien Paret-Peintre (FRA) | 7.                    |
| 12                    | Clément Champoussin (FRA)    | 2.                    |
| 13                    | Stan Dewulf (BEL)            | 87.                   |
| 14                    | Ben Gastauer (LUX)           | 59.                   |
| 15                    | Dorian Godon (FRA)           | 5.                    |
| 16                    | Nicolas Prodhomme (FRA)      | 58.                   |
| 17                    | Nans Peters (FRA)            | 66.                   |

| Groupama-FDJ GFC | Groupama-FDJ GFC            | Groupama-FDJ GFC |
| ---------------- | --------------------------- | ---------------- |
| Nr               | Kolarz                      | Miejsce          |
| 21               | David Gaudu (FRA)           | 1.               |
| 22               | Thibaut Pinot (FRA)         | 8.               |
| 23               | Bruno Armirail (FRA)        | 61.              |
| 24               | Simon Guglielmi (FRA)       | 43.              |
| 25               | Sébastien Reichenbach (SUI) | 28.              |
| 26               | Clément Davy (FRA)          | 122.             |
| 27               | Ignatas Konovalovas (LTU)   | 121.             |

| Cofidis COF | Cofidis COF               | Cofidis COF |
| ----------- | ------------------------- | ----------- |
| Nr          | Kolarz                    | Miejsce     |
| 31          | Guillaume Martin (FRA)    | 16.         |
| 32          | Fernando Barceló (ESP)    | 103.        |
| 33          | Nicolas Edet (FRA)        | 57.         |
| 34          | Simon Geschke (GER)       | 23.         |
| 35          | Jesús Herrada (ESP)       | 19.         |
| 36          | Victor Lafay (FRA)        | DNF         |
| 37          | Pierre-Luc Périchon (FRA) | 116.        |

| Intermarché-Wanty-Gobert Matériaux IWG | Intermarché-Wanty-Gobert Matériaux IWG | Intermarché-Wanty-Gobert Matériaux IWG |
| -------------------------------------- | -------------------------------------- | -------------------------------------- |
| Nr                                     | Kolarz                                 | Miejsce                                |
| 41                                     | Jan Bakelants (BEL)                    | 54.                                    |
| 42                                     | Jeremy Bellicaud (FRA)                 | 80.                                    |
| 43                                     | Théo Delacroix (FRA)                   | 70.                                    |
| 44                                     | Odd Christian Eiking (NOR)             | 33.                                    |
| 45                                     | Maurits Lammertink (NED)               | 36.                                    |
| 46                                     | Lorenzo Rota (ITA)                     | 20.                                    |

| EF Education-Nippo EFN | EF Education-Nippo EFN    | EF Education-Nippo EFN |
| ---------------------- | ------------------------- | ---------------------- |
| Nr                     | Kolarz                    | Miejsce                |
| 51                     | Alberto Bettiol (ITA)     | 110.                   |
| 52                     | Magnus Cort Nielsen (DEN) | 111.                   |
| 53                     | Fumiyuki Beppu (JPN)      | DNF                    |
| 54                     | Simon Carr (GBR)          | 15.                    |
| 55                     | Hugh Carthy (GBR)         | 3.                     |
| 56                     | Julien El Fares (FRA)     | 82.                    |
| 57                     | Hideto Nakane (JPN)       | 106.                   |

| Trek-Segafredo TFS | Trek-Segafredo TFS   | Trek-Segafredo TFS |
| ------------------ | -------------------- | ------------------ |
| Nr                 | Kolarz               | Miejsce            |
| 61                 | Jacopo Mosca (ITA)   | 38.                |
| 62                 | Julien Bernard (FRA) | 41.                |
| 63                 | Michel Ries (LUX)    | 88.                |
| 64                 | Quinn Simmons (USA)  | 10.                |
| 65                 | Toms Skujiņš (LAT)   | 31.                |
| 66                 | Alexander Kamp (DEN) | 105.               |
| 67                 | Antonio Nibali (ITA) | 67.                |

| Israel Start-Up Nation ISN | Israel Start-Up Nation ISN | Israel Start-Up Nation ISN |
| -------------------------- | -------------------------- | -------------------------- |
| Nr                         | Kolarz                     | Miejsce                    |
| 71                         | James Piccoli (CAN)        | 30.                        |
| 72                         | Alessandro De Marchi (ITA) | 95.                        |
| 73                         | Daryl Impey (RSA)          | 104.                       |
| 74                         | Davide Cimolai (ITA)       | DNF                        |
| 75                         | Alexander Cataford (CAN)   | 79.                        |
| 76                         | Carl Fredrik Hagen (NOR)   | 42.                        |
| 77                         | Gaj Niw (ISR)              | 50.                        |

| Qhubeka Assos TQA | Qhubeka Assos TQA     | Qhubeka Assos TQA |
| ----------------- | --------------------- | ----------------- |
| Nr                | Kolarz                | Miejsce           |
| 81                | Simon Clarke (AUS)    | DNF               |
| 82                | Fabio Aru (ITA)       | 25.               |
| 83                | Connor Brown (NZL)    | DNF               |
| 84                | Kilian Frankiny (SUI) | 85.               |
| 85                | Robert Power (AUS)    | 26.               |
| 86                | Mauro Schmid (SUI)    | 34.               |
| 87                | Karel Vacek (CZE)     | 91.               |

| Astana-Premier Tech APT | Astana-Premier Tech APT | Astana-Premier Tech APT |
| ----------------------- | ----------------------- | ----------------------- |
| Nr                      | Kolarz                  | Miejsce                 |
| 91                      | Jakob Fuglsang (DEN)    | 18.                     |
| 92                      | Omar Fraile (ESP)       | 77.                     |
| 93                      | Ion Izagirre (ESP)      | 17.                     |
| 94                      | Hugo Houle (CAN)        | 46.                     |
| 95                      | Aleksandr Własow (RUS)  | 6.                      |
| 96                      | Wadim Pronski (KAZ)     | 52.                     |
| 97                      | Óscar Rodríguez (ESP)   | 51.                     |

| UAE Team Emirates UAD | UAE Team Emirates UAD       | UAE Team Emirates UAD |
| --------------------- | --------------------------- | --------------------- |
| Nr                    | Kolarz                      | Miejsce               |
| 101                   | Rui Costa (POR)             | 12.                   |
| 102                   | Valerio Conti (ITA)         | 71.                   |
| 103                   | Alessandro Covi (ITA)       | 40.                   |
| 104                   | Ivo Oliveira (POR)          | 119.                  |
| 105                   | Rui Oliveira (POR)          | 120.                  |
| 106                   | Cristian Camilo Muñoz (COL) | 72.                   |
| 107                   | Alaksandr Rabuszenka (BLR)  | 109.                  |

| Total Direct Énergie TDE | Total Direct Énergie TDE | Total Direct Énergie TDE |
| ------------------------ | ------------------------ | ------------------------ |
| Nr                       | Kolarz                   | Miejsce                  |
| 111                      | Paul Ourselin (FRA)      | 74.                      |
| 112                      | Mathieu Burgaudeau (FRA) | 47.                      |
| 113                      | Julien Simon (FRA)       | 32.                      |
| 114                      | Valentin Ferron (FRA)    | 96.                      |
| 115                      | Fabien Doubey (FRA)      | 44.                      |
| 116                      | Marlon Gaillard (FRA)    | 113.                     |
| 117                      | Fabien Grellier (FRA)    | 62.                      |

| B&B Hotels p/b KTM BBK | B&B Hotels p/b KTM BBK      | B&B Hotels p/b KTM BBK |
| ---------------------- | --------------------------- | ---------------------- |
| Nr                     | Kolarz                      | Miejsce                |
| 121                    | Quentin Pacher (FRA)        | 21.                    |
| 122                    | Alan Boileau (FRA)          | 114.                   |
| 123                    | Franck Bonnamour (FRA)      | 93.                    |
| 124                    | Cyril Gautier (FRA)         | 60.                    |
| 125                    | Jonathan Hivert (FRA)       | 9.                     |
| 126                    | Eliot Lietaer (BEL)         | 107.                   |
| 127                    | Sebastian Schönberger (AUT) | 35.                    |

| Delko DKO | Delko DKO                | Delko DKO |
| --------- | ------------------------ | --------- |
| Nr        | Kolarz                   | Miejsce   |
| 131       | Alessandro Fedeli (ITA)  | 84.       |
| 132       | Alexandre Delettre (FRA) | 102.      |
| 133       | Lucas De Rossi (FRA)     | 83.       |
| 134       | Yakob Debesay (ERI)      | DNF       |
| 135       | Delio Fernández (ESP)    | DNF       |
| 136       | Clément Berthet (FRA)    | 118.      |
| 137       | José Manuel Díaz (ESP)   | 22.       |

| Arkéa-Samsic ARK | Arkéa-Samsic ARK         | Arkéa-Samsic ARK |
| ---------------- | ------------------------ | ---------------- |
| Nr               | Kolarz                   | Miejsce          |
| 141              | Warren Barguil (FRA)     | 11.              |
| 142              | Maxime Bouet (FRA)       | 37.              |
| 143              | Anthony Delaplace (FRA)  | 39.              |
| 144              | Łukasz Owsian (POL)      | 65.              |
| 145              | Thibault Guernalec (FRA) | 48.              |
| 146              | Laurent Pichon (FRA)     | 81.              |
| 147              | Kévin Ledanois (FRA)     | 98.              |

| Bingoal-WB BWB | Bingoal-WB BWB           | Bingoal-WB BWB |
| -------------- | ------------------------ | -------------- |
| Nr             | Kolarz                   | Miejsce        |
| 151            | Laurens Huys (BEL)       | 13.            |
| 152            | Rémy Mertz (BEL)         | 89.            |
| 153            | Kenny Molly (BEL)        | 53.            |
| 154            | Mathijs Paasschens (NED) | 94.            |
| 155            | Jelle Vanendert (BEL)    | DNF            |
| 156            | Quentin Venner (BEL)     | DNF            |
| 157            | Luc Wirtgen (LUX)        | 49.            |

| Caja Rural-Seguros RGA CJR | Caja Rural-Seguros RGA CJR | Caja Rural-Seguros RGA CJR |
| -------------------------- | -------------------------- | -------------------------- |
| Nr                         | Kolarz                     | Miejsce                    |
| 161                        | Jonathan Lastra (ESP)      | 29.                        |
| 162                        | Orluis Aular (VEN)         | 100.                       |
| 163                        | Jon Barrenetxea (ESP)      | 75.                        |
| 164                        | Álvaro Cuadros (ESP)       | 78.                        |
| 165                        | Jon Irisarri (ESP)         | 64.                        |
| 166                        | Sergio Martín (ESP)        | 68.                        |
| 167                        | Jokin Murguialday (ESP)    | 73.                        |

| Alpecin-Fenix AFC | Alpecin-Fenix AFC       | Alpecin-Fenix AFC |
| ----------------- | ----------------------- | ----------------- |
| Nr                | Kolarz                  | Miejsce           |
| 171               | Petr Vakoč (CZE)        | 63.               |
| 172               | Tobias Bayer (AUT)      | 117.              |
| 173               | Louis Vervaeke (BEL)    | DNF               |
| 174               | Jimmy Janssens (BEL)    | 24.               |
| 175               | Philipp Walsleben (GER) | 115.              |
| 176               | Ben Tulett (GBR)        | 14.               |
| 177               | Kristian Sbaragli (ITA) | 76.               |

| Xelliss-Roubaix Lille Métropole XRL | Xelliss-Roubaix Lille Métropole XRL | Xelliss-Roubaix Lille Métropole XRL |
| ----------------------------------- | ----------------------------------- | ----------------------------------- |
| Nr                                  | Kolarz                              | Miejsce                             |
| 181                                 | Julien Antomarchi (FRA)             | DNF                                 |
| 182                                 | Ivan Centrone (LUX)                 | 112.                                |
| 183                                 | Mathias De Witte (BEL)              | DNF                                 |
| 184                                 | Samuel Leroux (FRA)                 | DNF                                 |
| 185                                 | Maxime Urruty (FRA)                 | 55.                                 |
| 186                                 | Jérémy Leveau (FRA)                 | DNF                                 |
| 187                                 | Dylan Kowalski (FRA)                | DNF                                 |

| Swiss Racing Academy SRA | Swiss Racing Academy SRA | Swiss Racing Academy SRA |
| ------------------------ | ------------------------ | ------------------------ |
| Nr                       | Kolarz                   | Miejsce                  |
| 191                      | Matthias Reutimann (SUI) | 56.                      |
| 192                      | Stuart Balfour (GBR)     | 86.                      |
| 193                      | Andrew Bidwell (NZL)     | DNF                      |
| 194                      | Damian Lüscher (SUI)     | 99.                      |
| 195                      | Andrea Mifsud            | DNF                      |
| 196                      | Cyrille Thièry (SUI)     | 108.                     |
| 197                      | Yannis Voisard (SUI)     | 101.                     |

| Saint Michel-Auber 93 AUB | Saint Michel-Auber 93 AUB | Saint Michel-Auber 93 AUB |
| ------------------------- | ------------------------- | ------------------------- |
| Nr                        | Kolarz                    | Miejsce                   |
| 201                       | Jason Tesson (FRA)        | DNF                       |
| 202                       | Tony Hurel (FRA)          | DNF                       |
| 203                       | Louis Louvet (FRA)        | DNF                       |
| 204                       | Anthony Maldonado (FRA)   | DNF                       |
| 205                       | Yoann Paillot (FRA)       | 97.                       |

| Deceuninck-Quick Step DQT | Deceuninck-Quick Step DQT   | Deceuninck-Quick Step DQT |
| ------------------------- | --------------------------- | ------------------------- |
| Nr                        | Kolarz                      | Miejsce                   |
| 1                         | Rémi Cavagna (FRA)          | 92.                       |
| 2                         | Andrea Bagioli (ITA)        | 45.                       |
| 3                         | Josef Černý (CZE)           | 90.                       |
| 4                         | Dries Devenyns (BEL)        | 69.                       |
| 5                         | Mikkel Frølich Honoré (DEN) | 4.                        |
| 6                         | James Knox (GBR)            | DNF                       |
| 7                         | Pieter Serry (BEL)          | 27.                       |

| AG2R Citroën Team ACT | AG2R Citroën Team ACT        | AG2R Citroën Team ACT |
| --------------------- | ---------------------------- | --------------------- |
| Nr                    | Kolarz                       | Miejsce               |
| 11                    | Aurélien Paret-Peintre (FRA) | 7.                    |
| 12                    | Clément Champoussin (FRA)    | 2.                    |
| 13                    | Stan Dewulf (BEL)            | 87.                   |
| 14                    | Ben Gastauer (LUX)           | 59.                   |
| 15                    | Dorian Godon (FRA)           | 5.                    |
| 16                    | Nicolas Prodhomme (FRA)      | 58.                   |
| 17                    | Nans Peters (FRA)            | 66.                   |

| Groupama-FDJ GFC | Groupama-FDJ GFC            | Groupama-FDJ GFC |
| ---------------- | --------------------------- | ---------------- |
| Nr               | Kolarz                      | Miejsce          |
| 21               | David Gaudu (FRA)           | 1.               |
| 22               | Thibaut Pinot (FRA)         | 8.               |
| 23               | Bruno Armirail (FRA)        | 61.              |
| 24               | Simon Guglielmi (FRA)       | 43.              |
| 25               | Sébastien Reichenbach (SUI) | 28.              |
| 26               | Clément Davy (FRA)          | 122.             |
| 27               | Ignatas Konovalovas (LTU)   | 121.             |

| Cofidis COF | Cofidis COF               | Cofidis COF |
| ----------- | ------------------------- | ----------- |
| Nr          | Kolarz                    | Miejsce     |
| 31          | Guillaume Martin (FRA)    | 16.         |
| 32          | Fernando Barceló (ESP)    | 103.        |
| 33          | Nicolas Edet (FRA)        | 57.         |
| 34          | Simon Geschke (GER)       | 23.         |
| 35          | Jesús Herrada (ESP)       | 19.         |
| 36          | Victor Lafay (FRA)        | DNF         |
| 37          | Pierre-Luc Périchon (FRA) | 116.        |

| Intermarché-Wanty-Gobert Matériaux IWG | Intermarché-Wanty-Gobert Matériaux IWG | Intermarché-Wanty-Gobert Matériaux IWG |
| -------------------------------------- | -------------------------------------- | -------------------------------------- |
| Nr                                     | Kolarz                                 | Miejsce                                |
| 41                                     | Jan Bakelants (BEL)                    | 54.                                    |
| 42                                     | Jeremy Bellicaud (FRA)                 | 80.                                    |
| 43                                     | Théo Delacroix (FRA)                   | 70.                                    |
| 44                                     | Odd Christian Eiking (NOR)             | 33.                                    |
| 45                                     | Maurits Lammertink (NED)               | 36.                                    |
| 46                                     | Lorenzo Rota (ITA)                     | 20.                                    |

| EF Education-Nippo EFN | EF Education-Nippo EFN    | EF Education-Nippo EFN |
| ---------------------- | ------------------------- | ---------------------- |
| Nr                     | Kolarz                    | Miejsce                |
| 51                     | Alberto Bettiol (ITA)     | 110.                   |
| 52                     | Magnus Cort Nielsen (DEN) | 111.                   |
| 53                     | Fumiyuki Beppu (JPN)      | DNF                    |
| 54                     | Simon Carr (GBR)          | 15.                    |
| 55                     | Hugh Carthy (GBR)         | 3.                     |
| 56                     | Julien El Fares (FRA)     | 82.                    |
| 57                     | Hideto Nakane (JPN)       | 106.                   |

| Trek-Segafredo TFS | Trek-Segafredo TFS   | Trek-Segafredo TFS |
| ------------------ | -------------------- | ------------------ |
| Nr                 | Kolarz               | Miejsce            |
| 61                 | Jacopo Mosca (ITA)   | 38.                |
| 62                 | Julien Bernard (FRA) | 41.                |
| 63                 | Michel Ries (LUX)    | 88.                |
| 64                 | Quinn Simmons (USA)  | 10.                |
| 65                 | Toms Skujiņš (LAT)   | 31.                |
| 66                 | Alexander Kamp (DEN) | 105.               |
| 67                 | Antonio Nibali (ITA) | 67.                |

| Israel Start-Up Nation ISN | Israel Start-Up Nation ISN | Israel Start-Up Nation ISN |
| -------------------------- | -------------------------- | -------------------------- |
| Nr                         | Kolarz                     | Miejsce                    |
| 71                         | James Piccoli (CAN)        | 30.                        |
| 72                         | Alessandro De Marchi (ITA) | 95.                        |
| 73                         | Daryl Impey (RSA)          | 104.                       |
| 74                         | Davide Cimolai (ITA)       | DNF                        |
| 75                         | Alexander Cataford (CAN)   | 79.                        |
| 76                         | Carl Fredrik Hagen (NOR)   | 42.                        |
| 77                         | Gaj Niw (ISR)              | 50.                        |

| Qhubeka Assos TQA | Qhubeka Assos TQA     | Qhubeka Assos TQA |
| ----------------- | --------------------- | ----------------- |
| Nr                | Kolarz                | Miejsce           |
| 81                | Simon Clarke (AUS)    | DNF               |
| 82                | Fabio Aru (ITA)       | 25.               |
| 83                | Connor Brown (NZL)    | DNF               |
| 84                | Kilian Frankiny (SUI) | 85.               |
| 85                | Robert Power (AUS)    | 26.               |
| 86                | Mauro Schmid (SUI)    | 34.               |
| 87                | Karel Vacek (CZE)     | 91.               |

| Astana-Premier Tech APT | Astana-Premier Tech APT | Astana-Premier Tech APT |
| ----------------------- | ----------------------- | ----------------------- |
| Nr                      | Kolarz                  | Miejsce                 |
| 91                      | Jakob Fuglsang (DEN)    | 18.                     |
| 92                      | Omar Fraile (ESP)       | 77.                     |
| 93                      | Ion Izagirre (ESP)      | 17.                     |
| 94                      | Hugo Houle (CAN)        | 46.                     |
| 95                      | Aleksandr Własow (RUS)  | 6.                      |
| 96                      | Wadim Pronski (KAZ)     | 52.                     |
| 97                      | Óscar Rodríguez (ESP)   | 51.                     |

| UAE Team Emirates UAD | UAE Team Emirates UAD       | UAE Team Emirates UAD |
| --------------------- | --------------------------- | --------------------- |
| Nr                    | Kolarz                      | Miejsce               |
| 101                   | Rui Costa (POR)             | 12.                   |
| 102                   | Valerio Conti (ITA)         | 71.                   |
| 103                   | Alessandro Covi (ITA)       | 40.                   |
| 104                   | Ivo Oliveira (POR)          | 119.                  |
| 105                   | Rui Oliveira (POR)          | 120.                  |
| 106                   | Cristian Camilo Muñoz (COL) | 72.                   |
| 107                   | Alaksandr Rabuszenka (BLR)  | 109.                  |

| Total Direct Énergie TDE | Total Direct Énergie TDE | Total Direct Énergie TDE |
| ------------------------ | ------------------------ | ------------------------ |
| Nr                       | Kolarz                   | Miejsce                  |
| 111                      | Paul Ourselin (FRA)      | 74.                      |
| 112                      | Mathieu Burgaudeau (FRA) | 47.                      |
| 113                      | Julien Simon (FRA)       | 32.                      |
| 114                      | Valentin Ferron (FRA)    | 96.                      |
| 115                      | Fabien Doubey (FRA)      | 44.                      |
| 116                      | Marlon Gaillard (FRA)    | 113.                     |
| 117                      | Fabien Grellier (FRA)    | 62.                      |

| B&B Hotels p/b KTM BBK | B&B Hotels p/b KTM BBK      | B&B Hotels p/b KTM BBK |
| ---------------------- | --------------------------- | ---------------------- |
| Nr                     | Kolarz                      | Miejsce                |
| 121                    | Quentin Pacher (FRA)        | 21.                    |
| 122                    | Alan Boileau (FRA)          | 114.                   |
| 123                    | Franck Bonnamour (FRA)      | 93.                    |
| 124                    | Cyril Gautier (FRA)         | 60.                    |
| 125                    | Jonathan Hivert (FRA)       | 9.                     |
| 126                    | Eliot Lietaer (BEL)         | 107.                   |
| 127                    | Sebastian Schönberger (AUT) | 35.                    |

| Delko DKO | Delko DKO                | Delko DKO |
| --------- | ------------------------ | --------- |
| Nr        | Kolarz                   | Miejsce   |
| 131       | Alessandro Fedeli (ITA)  | 84.       |
| 132       | Alexandre Delettre (FRA) | 102.      |
| 133       | Lucas De Rossi (FRA)     | 83.       |
| 134       | Yakob Debesay (ERI)      | DNF       |
| 135       | Delio Fernández (ESP)    | DNF       |
| 136       | Clément Berthet (FRA)    | 118.      |
| 137       | José Manuel Díaz (ESP)   | 22.       |

| Arkéa-Samsic ARK | Arkéa-Samsic ARK         | Arkéa-Samsic ARK |
| ---------------- | ------------------------ | ---------------- |
| Nr               | Kolarz                   | Miejsce          |
| 141              | Warren Barguil (FRA)     | 11.              |
| 142              | Maxime Bouet (FRA)       | 37.              |
| 143              | Anthony Delaplace (FRA)  | 39.              |
| 144              | Łukasz Owsian (POL)      | 65.              |
| 145              | Thibault Guernalec (FRA) | 48.              |
| 146              | Laurent Pichon (FRA)     | 81.              |
| 147              | Kévin Ledanois (FRA)     | 98.              |

| Bingoal-WB BWB | Bingoal-WB BWB           | Bingoal-WB BWB |
| -------------- | ------------------------ | -------------- |
| Nr             | Kolarz                   | Miejsce        |
| 151            | Laurens Huys (BEL)       | 13.            |
| 152            | Rémy Mertz (BEL)         | 89.            |
| 153            | Kenny Molly (BEL)        | 53.            |
| 154            | Mathijs Paasschens (NED) | 94.            |
| 155            | Jelle Vanendert (BEL)    | DNF            |
| 156            | Quentin Venner (BEL)     | DNF            |
| 157            | Luc Wirtgen (LUX)        | 49.            |

| Caja Rural-Seguros RGA CJR | Caja Rural-Seguros RGA CJR | Caja Rural-Seguros RGA CJR |
| -------------------------- | -------------------------- | -------------------------- |
| Nr                         | Kolarz                     | Miejsce                    |
| 161                        | Jonathan Lastra (ESP)      | 29.                        |
| 162                        | Orluis Aular (VEN)         | 100.                       |
| 163                        | Jon Barrenetxea (ESP)      | 75.                        |
| 164                        | Álvaro Cuadros (ESP)       | 78.                        |
| 165                        | Jon Irisarri (ESP)         | 64.                        |
| 166                        | Sergio Martín (ESP)        | 68.                        |
| 167                        | Jokin Murguialday (ESP)    | 73.                        |

| Alpecin-Fenix AFC | Alpecin-Fenix AFC       | Alpecin-Fenix AFC |
| ----------------- | ----------------------- | ----------------- |
| Nr                | Kolarz                  | Miejsce           |
| 171               | Petr Vakoč (CZE)        | 63.               |
| 172               | Tobias Bayer (AUT)      | 117.              |
| 173               | Louis Vervaeke (BEL)    | DNF               |
| 174               | Jimmy Janssens (BEL)    | 24.               |
| 175               | Philipp Walsleben (GER) | 115.              |
| 176               | Ben Tulett (GBR)        | 14.               |
| 177               | Kristian Sbaragli (ITA) | 76.               |

| Xelliss-Roubaix Lille Métropole XRL | Xelliss-Roubaix Lille Métropole XRL | Xelliss-Roubaix Lille Métropole XRL |
| ----------------------------------- | ----------------------------------- | ----------------------------------- |
| Nr                                  | Kolarz                              | Miejsce                             |
| 181                                 | Julien Antomarchi (FRA)             | DNF                                 |
| 182                                 | Ivan Centrone (LUX)                 | 112.                                |
| 183                                 | Mathias De Witte (BEL)              | DNF                                 |
| 184                                 | Samuel Leroux (FRA)                 | DNF                                 |
| 185                                 | Maxime Urruty (FRA)                 | 55.                                 |
| 186                                 | Jérémy Leveau (FRA)                 | DNF                                 |
| 187                                 | Dylan Kowalski (FRA)                | DNF                                 |

| Swiss Racing Academy SRA | Swiss Racing Academy SRA | Swiss Racing Academy SRA |
| ------------------------ | ------------------------ | ------------------------ |
| Nr                       | Kolarz                   | Miejsce                  |
| 191                      | Matthias Reutimann (SUI) | 56.                      |
| 192                      | Stuart Balfour (GBR)     | 86.                      |
| 193                      | Andrew Bidwell (NZL)     | DNF                      |
| 194                      | Damian Lüscher (SUI)     | 99.                      |
| 195                      | Andrea Mifsud            | DNF                      |
| 196                      | Cyrille Thièry (SUI)     | 108.                     |
| 197                      | Yannis Voisard (SUI)     | 101.                     |

| Saint Michel-Auber 93 AUB | Saint Michel-Auber 93 AUB | Saint Michel-Auber 93 AUB |
| ------------------------- | ------------------------- | ------------------------- |
| Nr                        | Kolarz                    | Miejsce                   |
| 201                       | Jason Tesson (FRA)        | DNF                       |
| 202                       | Tony Hurel (FRA)          | DNF                       |
| 203                       | Louis Louvet (FRA)        | DNF                       |
| 204                       | Anthony Maldonado (FRA)   | DNF                       |
| 205                       | Yoann Paillot (FRA)       | 97.                       |

Legenda: DNF – nie ukończył, OTL – przekroczył limit czasu, DNS – nie wystartował, DSQ – zdyskwalifikowany.

## Klasyfikacja generalna
| \| Klasyfikacja generalna \| Klasyfikacja generalna \| Klasyfikacja generalna \| Klasyfikacja generalna \| Klasyfikacja generalna \| \| Kolarz \| Kolarz \| Państwo \| Drużyna \| Czas \| \| ---------------------- \| ---------------------- \| ---------------------- \| ---------------------- \| ---------------------- \| \| 1. \| David Gaudu \| Francja \| Groupama-FDJ \| 4h 32' 37" \| \| 2. \| Clément Champoussin \| Francja \| AG2R Citroën Team \| + 0" \| \| 3. \| Hugh Carthy \| Wielka Brytania \| EF Education-Nippo \| + 11" \| \| 4. \| Mikkel Frølich Honoré \| Dania \| Deceuninck-Quick Step \| + 28" \| \| 5. \| Dorian Godon \| Francja \| AG2R Citroën Team \| + 40" \| \| 6. \| Aleksandr Własow \| Rosja \| Astana-Premier Tech \| + 40" \| \| 7. \| Aurélien Paret-Peintre \| Francja \| AG2R Citroën Team \| + 42" \| \| 8. \| Thibaut Pinot \| Francja \| Groupama-FDJ \| + 42" \| \| 9. \| Jonathan Hivert \| Francja \| B&B Hotels p/b KTM \| + 46" \| \| 10. \| Quinn Simmons \| Stany Zjednoczone \| Trek-Segafredo \| + 46" \| |                        |                   |                       |            |
| |                        |                   |                       |            |
| Źródło: ProCyclingStats |                        |                   |                       |            |
| Klasyfikacja generalna |                        |                   |                       |            |
| Kolarz | Kolarz                 | Państwo           | Drużyna               | Czas       |
| 1. | David Gaudu            | Francja           | Groupama-FDJ          | 4h 32' 37" |
| 2. | Clément Champoussin    | Francja           | AG2R Citroën Team     | + 0"       |
| 3. | Hugh Carthy            | Wielka Brytania   | EF Education-Nippo    | + 11"      |
| 4. | Mikkel Frølich Honoré  | Dania             | Deceuninck-Quick Step | + 28"      |
| 5. | Dorian Godon           | Francja           | AG2R Citroën Team     | + 40"      |
| 6. | Aleksandr Własow       | Rosja             | Astana-Premier Tech   | + 40"      |
| 7. | Aurélien Paret-Peintre | Francja           | AG2R Citroën Team     | + 42"      |
| 8. | Thibaut Pinot          | Francja           | Groupama-FDJ          | + 42"      |
| 9. | Jonathan Hivert        | Francja           | B&B Hotels p/b KTM    | + 46"      |
| 10. | Quinn Simmons          | Stany Zjednoczone | Trek-Segafredo        | + 46"      |